# Ribes thacherianum
Ribes thacherianum är en ripsväxtart som först beskrevs av Jeps., och fick sitt nu gällande namn av Philip Alexander Munz. Ribes thacherianum ingår i släktet ripsar, och familjen ripsväxter. Inga underarter finns listade i Catalogue of Life.

## Bildgalleri

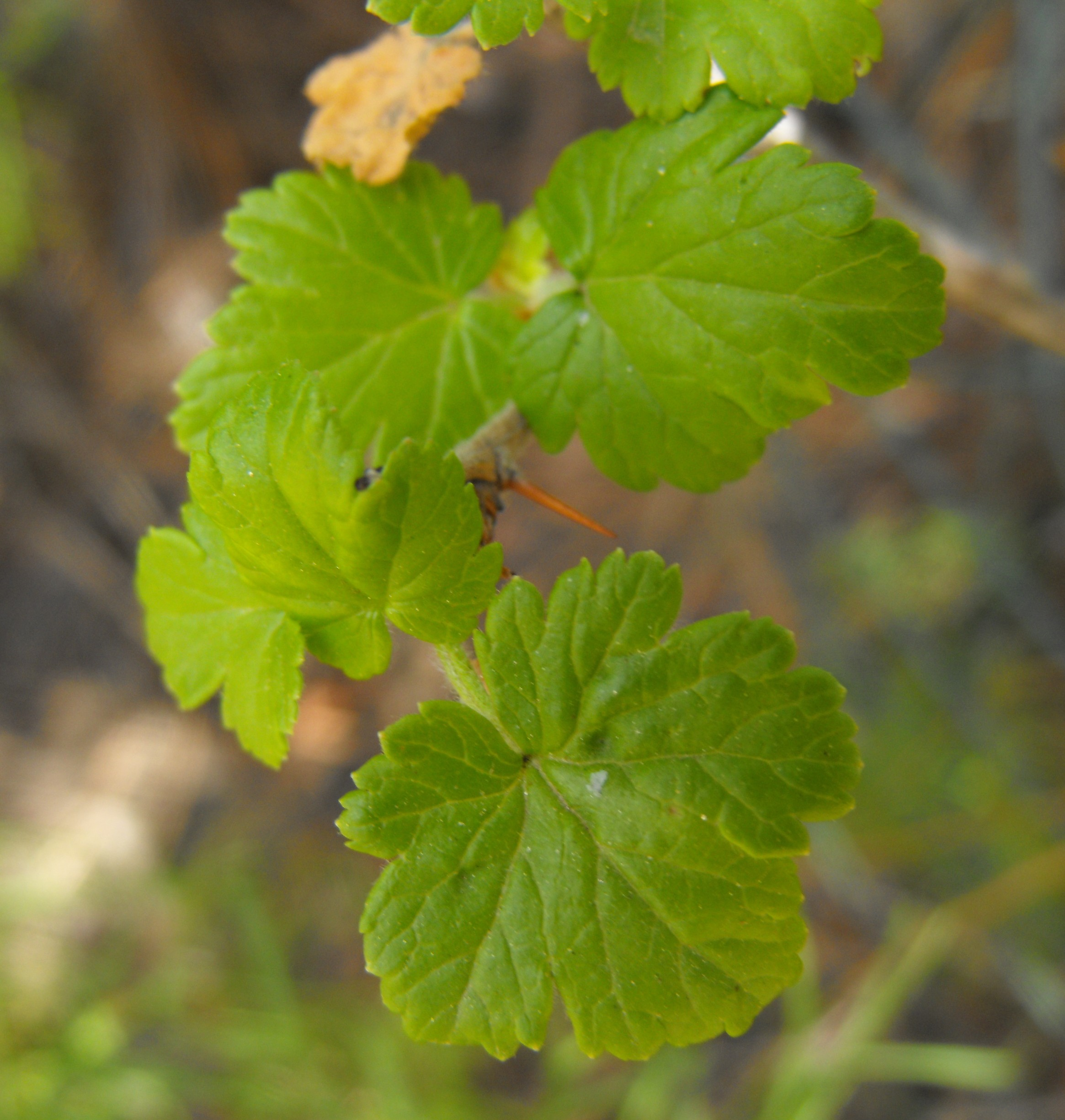